# МКС-37
МКС-37 — тридцять сьомий довготривалий екіпаж Міжнародної космічної станції. Його робота розпочалася 11 вересня 2013 року з моменту відстиковки від МКС корабля Союз TMA-08M, який повернув на Землю попередній екіпаж МКС-36 та завершилася 10 листопада 2013 року.

## Екіпаж
| Посада        | з 28 березня 2013 року  | з 26 вересня по 10 листопада 2013 року |
| ------------- | ----------------------- | -------------------------------------- |
| Командир      | Федір Юрчихін (4), ФКАР | Федір Юрчихін (4), ФКАР                |
| Бортінженер 1 | Карен Найберг (2), НАСА | Карен Найберг (2), НАСА                |
| Бортінженер 2 | Лука Пармітано (1), ЄКА | Лука Пармітано (1), ЄКА                |
| Бортінженер 3 |                         | Олег Котов (3), ФКА                    |
| Бортінженер 4 |                         | Сергій Рязанський (1), ФКА             |
| Бортінженер 5 |                         | Майкл Хопкінс (1), НАСА                |

## Значимі події
Експедиція розпочалася 11 вересня 2013 року з моменту відстиковки від МКС корабля Союз TMA-08M, який повернув на Землю попередній екіпаж МКС-36.
26 вересня 2013 року космічний корабель Союз ТМА-10М доставив на борт МКС ще трьох учасників експедиції — Олега Котова, Сергія Рязанського і Майкла Хопкінса.
10 листопада 2013 року корабель Союз ТМА-09М відєднався від МКС та успішно повернувся на Землю 11 листопада 2013 — спусковий апарат здійснив посадку на південний схід від м. Джезказган (Казахстан). На Землю повернулися Федір Юрчихін, Карен Найберг і Лука Пармітано.